# Thorvald Eiriksson
Thorvald Eriksson, (nòrdic antic: Þorvaldr Eiríksson) (n. 972) fill d'Erik el Roig, va seguir al seu germà Leif Eriksson en el descobriment de Vinland, que en nòrdic antic i islandès significa "terra de vinyes". És considerat el primer europeu a tenir contacte amb amerindis, com també el primer europeu a morir en continent americà. Va morir després d'un enfrontament contra els skrælings (denominació genèrica dels escandinaus per als aborígens).
La Saga dels Groenlandesos descriu un viatge fet per Bjarni Herjólfsson, i els següents viatges fets per Leif Eriksson, el seu germà Thorvald Eiriksson, la seva germana Freydís Eiríksdóttir, i el mercader islandès Thorfinn Karsefni. La Saga descriu les hostilitats amb els skraeling, els nadius de Vinland i Markland. La Saga d'Eric el Roig narra la història com una sola expedició liderada per Thorfinn Karsefni. El viatge de Thorvald Eriksson hi és narrat com a part de l'expedició de Karlsefni.

## Expedició de Thorvald
El viatge de Leif Eriksson es va discutir molt a Brattahlíð i Thorvald pensava que Vinland no havia estat prou explorada. Leif va oferir el seu propi vaixell per a un nou viatge i el seu germà accepta. Amb una tripulació de trenta homes, Thorvald va arribar a Vinland on Leif prèviament havia establert un campament; van romandre tot l'hivern vivint de la pesca.
Cap a la primavera, Thorvald explora l'oest, no van trobar signes que la regió estigués habitada a excepció de restes de blat de moro escampat; van tornar al campament per al següent hivern. A l'estiu següent Thorvald explora l'est i nord del seu campament. En un punt els exploradors van desembarcar en una zona forestal que semblava plaent. Thorvald va dir:
| « | Això és bell, i aquí m'agradaria aixecar la meva hisenda. | » |

Després es van dirigir a la nau, i va veure sobre la sorra un promontori de tres altures, i hi va anar, i va veure que tres vaixells coberts de pell (canoes), i tres homes en cadascun. Després divideix la seva gent, i els va capturar a tots excepte un, que va escapar amb el seu vaixell. Ells van matar uns altres vuit, i després va tornar al campament, va mirar a la seva al voltant, i va veure algunes altures a l'interior de la ria, i suposà que es tractava d'habitatges.
Els vikings cridaven als nadius inuit, skrælings (nòrdic antic groenlandès: Skrælingar), que van tornar en gran nombre i van atacar al contingent de Thorvaldr. Durant aquest atac Thorvaldr rep una ferida mortal i acaba sent enterrat en Vinland. La seva tripulació va tornar a Groenlàndia.
Una altra cita que posen en boca de Thorvald és:
| « | Aquesta és una terra abundant que nosaltres hem trobat; hi ha molt greix al voltant del meu ventre. Hem trobat una terra de recursos, encara que difícilment gaudirem la majoria d'ells. | » |

## Altres fonts
- Brown, Nancy Marie (2012) Song of the Vikings: Snorri and the Making of Norse Myths (Palgrave Macmillan) ISBN 978-0-2303-3884-5
- Haugen, Einar (2007) Voyages To Vinland - The First American Saga Newly Translated And Interpreted (Barzun Press) ISBN 978-1406774993
- Jones, Gwyn (1986) The Norse Atlantic Saga: Being the Norse Voyages of Discovery and Settlement to Iceland, Greenland, and North America (Oxford University Press) ISBN 0-19-285160-8
- Magnusson, Magnus (1973) The Vinland Sagas: The Norse Discovery of America (Penguin Group) ISBN 978-0-1419-0698-0
- Short, William R. (2010) Icelanders in the Viking age: the people of the sagas (McFarland) ISBN 978-0-7864-4727-5